# M15 (天体)
座標:  21h 29m 58.33s, +12° 10′ 01.2″
M15（NGC 7078）は、ペガスス座にある球状星団。

## 概要
ペガスス座の顔を形作っているθ星とε星を結んでε星の方向に伸ばした線上にある。双眼鏡等では、すぐ隣の6等星と並んでいるぼやっとした光芒がわかるので比較的探しやすい。
M15 は変光星を多く含む球状星団として知られている。ケンタウルス座のω星団とりょうけん座の M3 に次ぐ変光星の多さである。年々視直径が増大していることも観察されている。また、M15 の中には球状星団で初めて惑星状星雲 Pease1 が見つかっている。2013年現在観察されている球状星団の中で最も密集度の高い球状星団で、最も古い（約120億年前）球状星団である。
通常、球状星団や銀河などの恒星系は中心に向かって密度が大きくなっており、最も中心近くには密度一定のコアと呼ばれる領域があるが、M15は中心付近に密度一定のコアが見られず、中心が「尖った」密度分布を持っている。このような球状星団は他にもいくつか見つかっており、post core-collapsed cluster と呼ばれている。一般に自己重力でまとまっている系は時間とともに中心密度が際限なく上昇していくことが分かっており、このような過程は重力熱力学的カタストロフィーと呼ばれる。M15 はこのような物理過程が実際に起こっていると考えられる実例である。また、M15 の中心部はこのような高い密度を持っており、また1974年に中心部からX線が放射されていることが観測されていることから、中心には銀河中心と同様の大質量ブラックホールがあるのではないかと考える研究者もいる。そのため、M15 の中心核はしばしばハッブル宇宙望遠鏡などを用いた観測の対象となっている。
M13と同様に、M15には多くの赤色巨星が含まれている。星団は非対象の楕円形をしており、周囲にはクモの脚と言われるような星の流れがある。内部には斑点のような２つの暗い部分がある。星団の北東には1928年に Pease によって発見された Pease1 と呼ばれる惑星状星雲がある。球状星団内部に惑星状星雲が発見されているのは、M22とM15のみである。M22にある惑星状星雲は10"×7"ほどの大きさに見えるが、Pease1は1"ほどの大きさにしか見えない。
双眼鏡ではぼんやりとまるい星雲状に見える。口径8cmの望遠鏡で周囲の星がわずかに見え始める。10cmで次第にはっきりと周辺の星が分かれてくる。しかし、熟練者の記録でも10cmでも困難だとする記録があり、空の条件に依存する。

## 観測史
1746年にジャン・ドミニク・マラルディがド・シェゾー彗星(C/1746 P1)を観測中に発見した。M2 を発見した5日後であった。彼は「星雲状でかなり明るく大きな星がある」と記している。シャルル・メシエは1764年に「星のない星雲。まるく中心部が輝く」と記しており、高名なメシエの機材の方が貧弱であったことを示している。